# Province cartusienne de Bourgogne
Ne doit pas être confondu avec Bourgogne (ancienne région administrative).
Pour l’ordre des Chartreux, la définition des provinces correspond à un groupe de maisons et non à un espace géographique.

## Histoire
Vers 1150, l'ordre est divisé en deux provinces : la première, comprenant les maisons au delà du Rhône, ou province de Bourgogne, en latin : Provincia Burgundiæ; la seconde, formée des maisons en deçà du Rhône ou province cartusienne de Genève.

## Liste des chartreuses
Par date de fondation :
- Portes 1115
- La Sylve-Bénite 1116-1792
- Meyriat 1116-1790
- Arvières 1132-1791
- Vaucluse 1139-1790
- Seillon 1168-1790
- Bonlieu 1171-1790
- Sélignac 1200-2001
- Montmerle 1210-1790
- Poleteins 1230-1605
- Salettes 1299-1792
- Pierre-Châtel 1383-1790
- Bosserville 1632-1901

## Visiteurs de la province de Bourgogne
- ~1310 : Henri de Salins, prieur de Bonlieu[1].

- 1334 :  Pierre de la Byolle, tout en remplissant la charge de prieur de Pomier (1332-1335), il est désigné comme visiteur de la province de Lombardie et de la province de Bourgogne en 1334[2].

- Jean de Plaisance ou Jean Plaisant (†1456), originaire du Bourbonnais, il fait profession à la Chartreuse de Pierre-Châtel, prieur de cette maison dès 1409. Il le reste jusqu’en 1435, mais, de 1414 à 1421, il n'est que titulaire, s’étant rallié à Benoît XIII en Espagne. Il était en même temps convisiteur, puis visiteur de la province de Bourgogne. En 1436, il devient prieur de Paris, puis protoprieur de Nantes en 1438 et visiteur de la province de France. Déposé à cause de ses infirmités en 1455, il meurt l’année suivante. Il a joui d’une très grande faveur auprès du duc Amédée VIII de Savoie, pour qui il fait plusieurs ambassades, au grand mécontentement de l’ordre

- Jean Népotis (†1501), profès de Dijon, prieur de la Lance (1460-1461), vicaire des moniales de Prémol (1464-1466) ; prieur de Saint-Hugon (1466-1470); vicaire de Mélan de 1470 à 1472; prieur de Calais (1473-?); de Beaune (1476-1483); une seconde fois prieur de Calais (1483-1484); prieur de Bonlieu ( ?-1486); de Portes (1186-1488) ; de Vaucluse (1488-? ); de Mézériat, et de nouveau prieur de Bonlieu jusqu'à sa mort. Convisiteur, puis visiteur de la province de Bourgogne[3].

- Bernard Guayraud ou Gayrard (Gayrardi) (†1557), profès de Cahors, prieur de Glandier en 1554, prieur de Villefranche, prieur de Montmerle et visiteur de la province[4],[5].

- N. Molin (†1638), originaire de Soissons, bénédictin avant d'entrer à la Grande Chartreuse où il fait profession, le 1er juin 1586, devient ensuite prieur de la Sylve et visiteur de la province, puis prieur de Saint-Hugon et du Val Sainte-Marie, et enfin, procureur de la Grande Chartreuse[6].

- ~1640-1660 : Claude de Hee, né vers 1566; profès de Chartreuse; à la tête de la maison de Lyon à partir de 1607, avec le seul titre de recteur en raison du nombre insuffisant des religieux; cède l'administration de Lyon à Pierre Serval en 1616; continue néanmoins à être compté parmi les religieux de la maison, bien que résidant à Poleteins qu'il administrait; prieur de prieur de Pierre-Châtel[7],[8].  et covisiteur de la province de Bourgogne dès le 9 août 1640, où il assiste à la reconnaissance du corps du bienheureux Artold, évêque de Belley, inhumé à Arvières; décédé en 1661. Ses confrères le nommaient le Père Éternel [9]

- ~1650 : Mathieu Hüe[10].

- Gabriel Prenel (1674-1758), né à Lyon, profès en Chartreuse vers 1692 ; procureur de Sélignac, puis prieur de 1708 à 1734 ; visiteur de la province de Bourgogne ; prieur de Lyon de 1734 à 1758[11].

- 1785 : Guillaume Armély (1730-1810), né à Florensac, il est d’abord avocat. Il fait profession à la chartreuse de Toulouse le 8 décembre 1760. Il y est vicaire en 1767, puis coadjuteur à Bonnefoy en 1773, procureur au Puy en 1775, prieur de Toulouse en 1779, visiteur d’Aquitaine l’année suivante, enfin prieur de Montmerle et visiteur de Bourgogne en 1785. En 1790 il opte pour la vie commune. Incarcéré deux fois en 1793-1795 pour son refus d’abdiquer le sacerdoce.